# Панония
Вижте пояснителната страница за други значения на Панония.
Панония (на латински: Pannonia) е историческа област в Средна Европа и римска провинция.

## История
През 6 – 9 година далматите и паноните организират серия от метежи срещу римската власт в земите им. В резултат на тези събития, през 10 г. римската провинция Илирик е разделена на 2 части – от адриатическата част е образувана новата провинция Далмация, а от средноевропейската част – Панония.
През късната античност провинцията е плацдарм за конфликтите с варварски племена, главно германски. В края на 3 век е включена като две провинции (Горна и Долна Панония с метрополии Савария и Сирмиум) към диоцеза Западна Илирия (префектура Италия). През 437 г. от състава на Западна Илирия са извадени провинциите Савия (метрополия Емона, днес Любляна) и Валерия (със метрополията Сопинае, днес Печ) и присъединени към префектурата Източна Илирия. По времето на Кирил и Методий и техните ученици Стара Панония се намира между реките Дунав и Драва, достига на запад до Птуй при влизането на Зала в Блатненското езеро.
С областта Панония е свързана т. нар. „Панонска хипотеза“ за произхода и етническата принадлежност на първия славянски литературен език.

## Население
До средата на V век населението е романско, след I век в източната част се появяват сарматите, които остават там до 480 г. След смъртта на Атила (453) и разпадането на Хунския съюз там се придвижват германски и др. племена; гепидите завземат Сирмиум (Сремска Митровица), които от V век са в конфликт с остготите. След 488 г. около половин век там пребивават лангобардите и германското племе херули. Романизираното население се оттегля в Италия.
През 568 г. нахлуват аварите, които в края на VI век се сражават успешно с франките (баварците), но през 626 г., водени от по-малкия син на Баян, търпят поражение заедно с подвластните им славяни, гепиди и прабългари при опита им да завземат Константинопол. В края на VIII век (накрая, ок. 802 г.) Аварският хаганат е унищожен от франките и българите. Започва силна немска колонизация. В Долна Панония славянската колонизация (словенци) е по-силна и там се образува Блатненското княжество, ок. 874 г. присъединено към владенията на Карломан, а после към Арнулф Баварски (887 – 899). През 861 г. Карломан се съюзява с великоморавския княз Ростислав (843 – 870). Източната префектура е възстановена с ново име – Каринтия.
В края на 9 век в Панония, между Дунав и Тиса, се настаняват угрите (маджарите). Според исторически източници териториите на югоизток от Панония (между Дунав и Тиса), далече на север от Пеща и Буда и на изток (в Стара Дакия) са били заселени от славяните от българската група, от чийто език маджарите заемат думи. Жителите на Хърватското Приморие са потомци на славянското панонско население, избягало там след нашествието на маджарите. Сегашният език на Панония е унгарският.

## Църковно устройство
Префектурата Източна Илирия още през 395 г. престава да бъде под юрисдикцията на папството. Провинциите Савия и Валерия са поставени от папа Лъв I (440 – 461) под властта на солунските архиепископи, по онова време папски наместници. През втората половина на 5 век старата църковна организация се руши. Едва през 731 г. император Лъв III отнема от юрисдикцията на папството частите на Илирия, завладени от Византия и ги поставя под юрисдикцията на патриарха на Константинопол.
В края на 8 век и след поражението на аварите (ок. 802 г.) повторната християнизация се провежда от Залцбург и Аквилея, които си съперничат. През 796 г. Пипин, синът на Карл Велики, след окончателната победа над аварите, причислява част от Долна Панония около езерото Балатон към Залцбург, а територията на юг от Драва остава под юрисдикцията на Аквилейската патриаршия. Каринтия се управлява от Залцбург, р. Драва става граница между два архидиоцеза с решение на Пипин през 803 г., потвърдено през 811 г. от Карл Велики.